# Geosynchronous Space Situational Awareness Program
GSSAP è un programma militare americano che utilizza una Costellazione satellitare come sensore della rete di sorveglianza spaziale.

## Caratteristiche
I satelliti del GSSAP raccolgono dati provenienti dallo Spazio per fornire una più accurata tracciatura e caratterizzazione degli oggetti orbitanti costruiti dall'uomo. Da un'orbita quasi geosincrona, essi hanno un punto di vista chiaro, privo di ostacoli e distintamente vantaggioso per osservare gli oggetti residenti nello spazio (Resident Space Objects - RSO) senza le interferenze meteo o la distorsione atmosferica che può limitare i sistemi basati a terra. I satelliti del GSSAP operano in una fascia geosincrona ed hanno la capacità di svolgere rendezvous e operazioni di prossimità (Proximity Operations -RPO). La RPO aiuta il veicolo a manovrare vicino agli RSO di interesse, rendendo disponibili caratterizzazioni per risoluzioni di anomalie ed incrementare la sorveglianza, mantenendo nello stesso tempo sicurezza nel volo. I dati dal GSSAP contribuiscono unicamente a previsioni orbitali precise e aggiornate, incrementando la conoscenza dell'ambiente dell'orbita geosincrona, e inoltre rendere efficiente la sicurezza del volo spaziale ed evitare collisione tra oggetti.
I satelliti del GSSAP trasmettono informazioni alle stazioni terrestri della rete di controllo dei satelliti della Space Force in tutto il mondo (AFSCN) e successivamente alla Schriever Space Force Base, Colorado, dove lo Space Delta 9 conduce operazioni quotidiane.

## Sistemi esistenti
- 4 GSSAP operativi più altri 2 previsti nel 2020